# 簡易保険会館
簡易保険会館（かんいほけんかいかん）は、簡易保険福祉事業団が設置・運営していた簡易保険加入者向けの福祉施設である。

## 沿革
1959年3月、第31回通常国会において簡易生命保険法の一部を改正する法律案（家族保険の創設）が可決され、附帯決議の一項目として「福祉施設の拡充強化等契約者サービスの向上を図るよう努力すべきである」との決議がなされた。
旧郵政省は、福祉施設の拡充と円滑な運営のため、国から既設の老人福祉施設、診療施設等の現物出資を受けて運営を行う特殊法人を設立し、国の直営から切り離す構想を固め、1962年度予算において特殊法人設立のための出資金が認められた。運営法人を設立するための「簡易保険郵便年金福祉事業団法案」が第40回通常国会に提出され、1962年3月30日に可決成立、翌31日に「簡易保険郵便年金福祉事業団法」が公布施行された。同法の施行により、簡易生命保険法と郵便年金保険法が一部改正され、郵政大臣が、加入者の福祉を増進するために必要な施設の設置ができること、その施設の設置と運営を簡易保険郵便年金福祉事業団（のちの簡易保険福祉事業団）に行わせることとされた。
1956年に誰もが利用できる低廉な公共の施設として国民宿舎が制度化され、1961年には国民休暇村が開設された。簡易保険福祉事業団にも、いつでも利用できる施設を求める簡易保険・郵便年金加入者の声が広く寄せられた。特に東京や京都などの都市部の加入者からは、1950年代末頃から長年にわたって都市型福祉施設の設置を求める声が上がっていた。事業団を所管する旧郵政省は、簡易保険加入者福祉施設の量的・質的拡充を求める社会的ニーズに応えるべく、簡易生命保険法第101条に基づき、観光地等に設けられたかんぽの宿などと共に「簡易保険郵便年金会館」の建設を進めた。
事業団は、1965年2月の「福祉施設5か年計画書」において、東京、京都、九州地区に1か所ずつ「簡易保険郵便年金会館」を建設することを計画した。この計画書に基づいて1966年6月に作成された「福祉施設建設5か年計画書」では、東京都、京都府、福岡県の3か所に会館を建設することとされた。その趣旨として「簡易保険郵便年金加入者の日常生活における共同の利便の促進と生活文化の向上を図るための近代的福祉施設を設けることについての、加入者の強い要望にこたえるとともに、簡易保険事業の有力なPR施設たらしめんとするものである」と記され、簡易保険のPRという側面も持っていた。
また、1968年3月に郵政審議会が出した「特色ある簡易保険とするための方策に関する答申」においても、特に都市における生活の利便を図るため、「都市センター」「医療センター」などが、新しい加入者サービスとして取り上げられた。
なお、1982年度に会館や宿泊施設の新設を中止することが決定したため、福岡県の簡易保険会館は建設されなかった。

## かんぽーる京都
都市型施設の第1号として、京都市左京区松ヶ崎に「京都簡易保険会館」が開館した。郵政省が京都地方簡易保険局の隣接地1万2236㎡を事業団に現物出資することになり、1970年度に設計委託費、1971年度に工事費の予算が認められ、1972年3月に着工、1973年11月に完成し、12月に開館した。京都会館には、簡易保険の略称「かんぽ」に会館の英訳（hall）を付け加えた「かんぽーる京都」という愛称が付けられた。この施設は2002年3月31日に廃止された。跡地には現在の左京区総合庁舎が建設され、2011年5月に左京区の区役所・福祉事務所・保健所が移転した。

## ゆうぽうと
「かんぽーる京都」に続いて東京会館の建設が計画され、1982年4月に「東京簡易保険会館」が開設された。経済・社会事情の激変の中で、建設過程や運営内容について従来にない対応を迫られ、1972年度に土地取得が承認されてから開館まで約10年を要した。東京会館の愛称は、「みんなの出発するところ」というイメージから、港の英訳（port）を付けた「ゆうぽうと」になった。事業団の加入者福祉施設の中で、最大規模の都市型施設であった。
運営の効率化のため、多目的ホール、趣味・教養施設、健康診断施設など福祉性・公共性の強いものは事業団の直営としたが、その他は専門業者に委託した。
「ゆうぽうと」は、2003年4月の日本郵政公社設立の際に旧簡易保険局から切り離されて、日本郵政公社直営となった。2007年10月の郵政民営化に際し、かんぽの宿とともに日本郵政が運営する一般のホテルとして営業を開始し、愛称の「ゆうぽうと」が正式名称となった。多目的ホール「ゆうぽうとホール」を併設し、各種イベント会場としても知られた。
民営化後に地上ホテルを西洋フード・コンパスグループへ、地下フィットネスジムをセントラルフィットネスクラブ五反田へそれぞれ業務委託し、日本郵政職員8人とともに運営したが、2008年12月1日に日本郵政から両社へ運営が完全移管された。
老朽化と赤字のため2015年9月30日に多目的ホール「ゆうぽうとホール」を合わせて一切の営業を終了して閉館した。ゆうぽうとホールの最終公演は『ウエスタンカーニバル』だった。
閉館後は日本郵政不動産によって再開発事業「五反田計画（仮称）」が進められ、建物解体後の跡地に複合商業施設「五反田JPビルディング」が建設された。このビルにも多目的ホールがあり、品川区が区営施設「品川区立五反田産業文化施設」（CITY HALL & GALLERY GOTANDA）として運営している。

## ゆうぽうと世田谷レクセンター
1969年7月には、青少年層を対象に、スポーツを通じて心身の健全な発達を図るためのレクリエーション施設として、東京都世田谷区鎌田に「簡易保険東京青少年レクセンター」を開設した。当初からテニスコート5面、野球グラウンド2面、屋外50mプール、子ども用丸型プール3面が設けられた。1973年7月には室内プール、トレーニング室、サウナ、競技場（バレーボール、バスケットボール、テニス、バドミントン、卓球）を備えた体育館もオープンした。また、スイミングスクールやテニススクールなどを開講し、スイミングの記録会、テニス大会なども随時開催した。2002年度には、東京青少年レクセンターがゆうぽうとに統合され、「ゆうぽうと世田谷レクセンター」となった。運営は1983年からセントラルスポーツに委託（2013～2019年度は株式会社ティップネスに委託）されており、ゆうぽうとの閉館後も日本郵政が継続して保有し、引き続き営業している。